# Johannes Kroese Meijer
Johannes Kroese Meijer (Semarang (Nederlands-Indië), 13 mei 1898 - Connecticut (Verenigde Staten), 25 november 1972) was een Nederlands officier in het Koninklijk Nederlands Indisch Leger. Hij nam in 1918 dienst en bracht het tot generaal-majoor der infanterie. 
Aan het begin van de Tweede Wereldoorlog was hij stafofficier bij de Koninklijke Nederlandsche Prinses Irene Brigade (1941-1942). Hij werd later militair en territoriaal commandant in Suriname (1942 - juli 1943) en commandant van de Nederlandse Grondtroepen in het door Japan bedreigde Australië (1943-1945). Op 29 juli 1949 werd hij bij Koninklijk Besluit eervol ontslagen.

## Onderscheidingen
In 1942 werd hij door president Roosevelt als een der eersten in het nieuwe Legioen van Verdienste benoemd.
Hij droeg sinds 1918 het Mobilisatiekruis 1914-1918, in Nederlands-Indië verwierf hij het Ereteken voor Orde en Vrede voor deelname aan de Politionele Acties.
Op 11 juni 1948 heeft koningin Wilhelmina hem in haar Koninklijk Besluit No. 43 benoemd tot ridder in de Militaire Willems-Orde. Aanleiding waren zijn "uitstekende daden van moed, beleid en trouw" tijdens de maanden juli en augustus 1947 op West- en Midden-Java. Generaal Meijer leidde zijn "V" Brigade vanaf de frontlijn en slaagde erin om de haven van Cheribon te bezetten en vervolgens over Tegal naar Poerwokerto en Tjilatjap op te rukken, waarbij een bruggenhoofd op de zuidelijke oever van de Kali Seraja moest worden gevormd. Zijn "grote voortvarendheid en beleid" maakten mogelijk dat de strategische stad en de belangrijke haven van Cheribon onbeschadigd in Nederlandse handen vielen en op verschillende plaatsen grote groepen door de Javanen geïnterneerde Chinezen bevrijd konden worden. 
In Bandung heeft hij het bevel van zijn divisiecommandant om uit het westen Poerwokerto aan te vallen genegeerd en is onverwacht met 1200 vrachtwagens en jeeps over slechte wegen door de bergen naar Poerwokerto doorgestoten. Er vielen daarbij weinig slachtoffers aan Nederlandse zijde.
Het koninklijk besluit noemde zijn optreden "bezielend en meermalen van grote persoonlijke moed getuigend".